# رئيس الكعك
كيك بوس (بالإنجليزية: Cake Boss، وتعني رئيس الكعك) هو برنامج أمريكي واقعي، بُث على شبكة كابل التلفزيونية تي إل سي. يعرض البرنامج عمل متجر خَبز كارلو، الذي تملكه عائلة إيطالية أمريكية الأصل في هوبوكن- نيو جيرسي، يملك العمل ويديره الأشقاء: بدي فالاسترو (المشار إليه في عنوان المقال)، وليسا فالاسترو (زوجة بدي)، ومادلينا كاستانو، وجريس فاجنو، وماري سيروني. يركز البرنامج على كيفية صنعهم للكعك القابل للأكل بطريقة فنية، والعلاقات الشخصية بين مختلف أفراد العائلة والموظفين الآخرين الذين يعملون في المتجر. ازدهر المسلسل في التاسع عشر من أبريل لعام 2009، وتسلسل منه أربعة برامج ثانوية أخرى: الخباز العظيم القادم، ورئيس المطبخ، واطبخ لتصبح غنياً، ورئيس المخبز.

## الإقبال
أدت شعبية المسلسل إلى زيادة أعمال متجر خبز كارلو، وازدادت السياحة في منطقة هوبوكن. أصبح متجر خَبز كارلو جاذباً للسياح؛ بسبب شعبية المسلسل، مع حدود لدخول المخبز، تمتد عادة لأسفل الشارع وحول الركن. في 2010، أعادت هوبوكن تسمية ركن شارع واشنطن، وشارع نيوارك إلى طريق مخبز كارلو؛ على شرف الذكرى المئوية للمخابز.
حقق الموسم الأول 2.3 مليوناً من المشاهدات،  بينما حصد الموسم الثاني 1.8 مليوناً من المشاهدات. في 2016، أجرت صحيفة نيو يورك تايمز دراسة على 50 برنامجًا تلفزيونيًا، وأكثرها تحقيقاً للإعجابات على فيسبوك، فوجد أن جمهور رئيس الكعك عموماً ليس حضرياً، بل في الحقيقة إن إحدى الشرائح الكبيرة المتابعة للمسلسل هي شعوب أبالاتشيا.

## الإطلاقات والتفرعات
أُطلق في الثاني من نوفمبر لعام 2010، كتاب بدي فالاسترو، رئيس الكعك: قصص ووصفات من Mia Famiglia (عائلتي باللغة الإيطالية)، المبني على المسلسل. نشر من قبل Atria Books(أحد فروع سيمون وشوستر) في احتفال الذكرى المئوية لمتجر خَبز كارلو، يحمل الكتاب تاريخ وقصص عائلة فالاسترو ومتجرهم، إلى جانب وصفاتهم.
نُشر كتاب فالاسترو الثاني من قبل الدار نفسه بعنوان اخبز مع رئيس الكعك: 100 من أفضل الوصفات وأسرار التزيين لبدي، وهو كتاب طبخ. أطلق في الواحد من نوفمبر لعام 2011 ، يحمل وصفات كعك عائلة فالاسترو، والمعجنات، ووصفات للتزيين. أدى نجاح برنامج رئيس الكعك إلى تكوين مسلسل ثانوي منافس استضافته عائلة فالاسترو، وهو الخباز العظيم القادم، حيث يتنافس الناس للفوز بجائزة نقدية عالية وجوائز قيمة أخرى. والتدرب في مخبز كارلو. عرض الموسم الأول للبرنامج على شبكة كابل التلفزيونية TLC في السادس من ديسمبر لعام 2010،  حتى الرابع والعشرين من يناير لعام 2011، بينما عرض الموسم الثاني في الثامن والعشرين من نوفمبر لعام 2011 حتى الثلاثين من يناير لعام 2012. اشتهر الموسم الثالث للمنافسة في يوم الاثنين، في السادس والعشرين من نوفمبر لعام 2012.
عرض المسلسل الثانوي الآخر، رئيس المطبخ، لأول مرة في الخامس والعشرين من مايو لعام 2011. يعرض هذا المسلسل خلال أيام الأسبوع، حيث يعرض فالاسترو وصفات عائلته، بالإضافة إلى ضيوف مميزين، من ضمنهم أفراد من عائلته.
عُرضت الحلقة التجريبية للمسلسل الثانوي رئيس المخبز لأول مرة في السابع والعشرين من مايو لعام 2013. حيث يظهر فيها فالاسترو مسافراً إلى مخبز ينازع، وهو متجر خَبز فريندلي في فرانكفورت- نيو يورك، ويساعدهم في استعادة ثروتهم، باستخدام تنسيق مشابه لذلك في البرنامج الأمريكي الواقعي Kitchen Nightmares. أُعيد البرنامج إلى شبكة كابل التلفزيزنية TLC باعتباره مسلسلاً في الثاني من ديسمبر لعام 2013، وأُعيدت تسميته إلى إنقاذ مخبز بدي. عملت متدربة بدي: أشلي هولت، باعتبارها منتج الطهي للمسلسل. كذلك أنتج رئيس الكعك خطًا يحمل قوالب الخبز وإكسسوارات للتزيين.